# Robert Brasillach

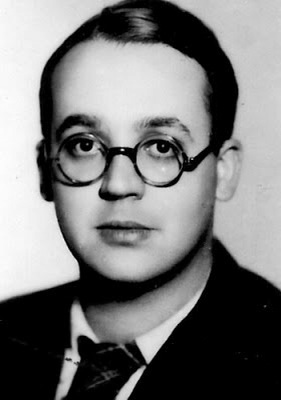
Brasillach fotografiado en 1938

Robert Brasillach escucharⓘ (Perpiñán, 31 de marzo de 1909-Arcueil, 6 de febrero de 1945) fue un escritor, periodista y crítico de cine francés.

## Biografía

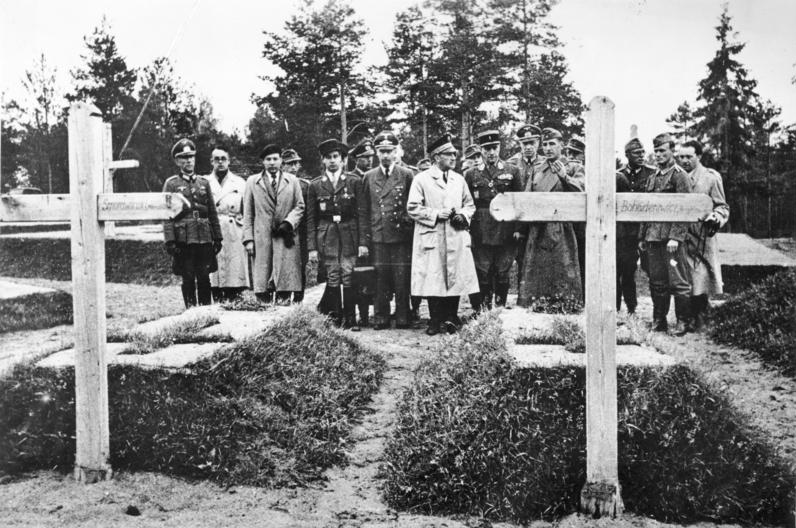
Brasillach (2.º por la izquierda) en Katyn, uno de los destinos de su gira propagandística con los nazis en 1943.

Nació el 31 de marzo de 1909 en Perpiñán. Fue uno de los escritores extranjeros que apoyaron sin ambages al bando sublevado durante la guerra civil española. Escribió una obra sobre el asedio del Alcázar de Toledo (Les Cadets de l'Alcazar, junto a Henri Massis), una Historia de la guerra civil (1939);  y unos Poèmes de Fresnes que recuerdan y citan los del romántico André Chénier. Brasillach, que a partir de la entrevista de Montoire entre Pétain y Hitler pasaría a adoptar una «entusiasta» postura germanófila, colaboró con la Alemania nazi; por ello fue sometido a un juicio por traición, y fusilado el 6 de febrero de 1945 en el fuerte de Montrouge.
Su pensamiento estuvo influido en una importante medida por Charles Maurras.

## Su obra
- Presencia de Virgilio (1931),
- El proceso a Juana de Arco (1932)
- El hijo de la noche (1934)
- Los cadetes del Alcázar (1936)
- El vendedor de pájaros (1936) (Ed.Alfar. 2021) traducción de Luis Bonmatí Mingot.
- Los siete colores (1939)
- La conquistadora (1943)
- Poemas (1944)

Después de su ejecución fueron publicadas:
- Carta a un soldado de la clase 60 (1946)
- Antología de la poesía griega (1950)
- Berenice (1954)
- El París de Balzac (1984)
- Hugo y el snobismo revolucionario (1985).
- Historia de la guerra de España (1939), ISBN 2900000618041 MADRID (1998)